# Paridae
Famille
Répartition géographique

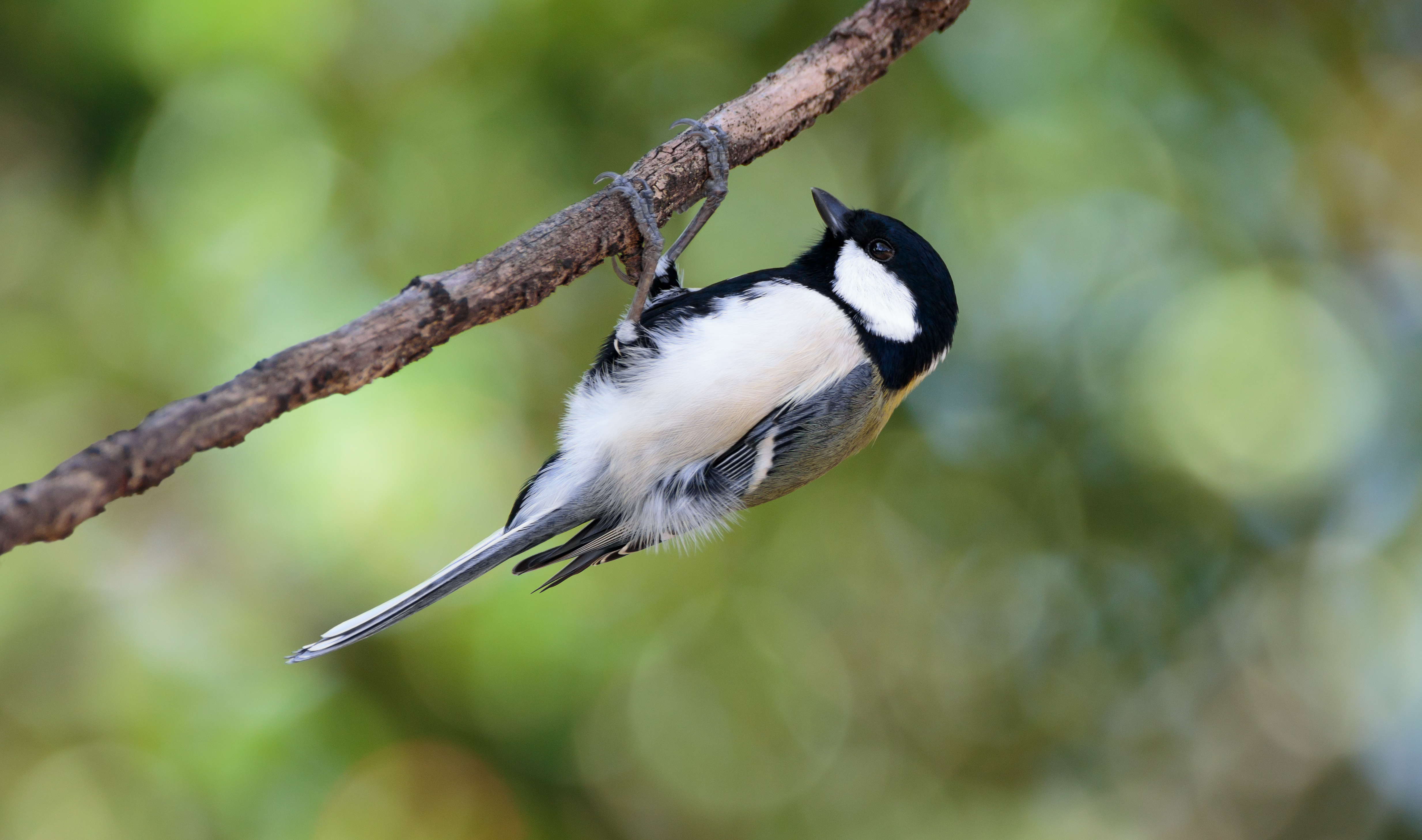

Les Paridae (ou paridés) sont une famille de passereaux constituée de 14 genres et de 64 espèces, portant toutes le nom de mésange. On les trouve principalement dans l'hémisphère Nord et en Afrique. La plupart d'entre eux étaient autrefois classés dans le genre Parus.
Ces oiseaux sont principalement des espèces forestières petites et trapues, au bec court et épais. Certains ont une crête. Leur longueur varie de 10 à 22 cm. Ce sont des oiseaux adaptables, avec un régime alimentaire mixte comprenant des graines et des insectes. De nombreuses espèces vivent à proximité des habitations humaines et viennent facilement aux mangeoires pour chercher des noix ou des graines, et apprennent à consommer d'autres aliments.

## Étymologie
Le terme Paridae vient du latin parra qui signifie oiseau de mauvais augure selon le dictionnaire Gaffiot citant les auteurs latins comme Pline qui appellent  parra aussi bien la mésange que l'orfraie. Tout porte à croire que c'est le rapace qui convient à l'oiseau augural des anciens Romains.

## Description
À l'exception des trois genres monotypiques Sylviparus, Melanochlora et Pseudopodoces, les mésanges sont extrêmement semblables en apparence et ont été décrites comme « l'une des familles d'oiseaux les plus conservatrices en termes de morphologie générale ». La longueur corporelle typique des membres adultes de la famille est comprise entre 10 et 16 cm de longueur ; lorsque les genres monotypiques sont ajoutés, cette plage est de 9 à 21 cm. En termes de poids, la famille varie de 5 à 49 g ; ce chiffre se réduit à 7 à 29 g lorsque les trois genres atypiques sont supprimés. La majorité des variations au sein de la famille se situent au niveau du plumage, et en particulier de la couleur.
Le bec des mésanges est généralement court, variant entre épais et fin, selon le régime alimentaire. Les espèces les plus insectivores ont des becs plus fins, tandis que celles qui consomment plus de graines ont des becs plus épais. On dit que les mésanges développent des becs plus longs pour atteindre les mangeoires d'oiseaux. Le bec le plus aberrant de la famille est celui de la mésange de Hume du Tibet et de l'Himalaya, qui est long et courbé vers le bas.

## Répartition et habitat

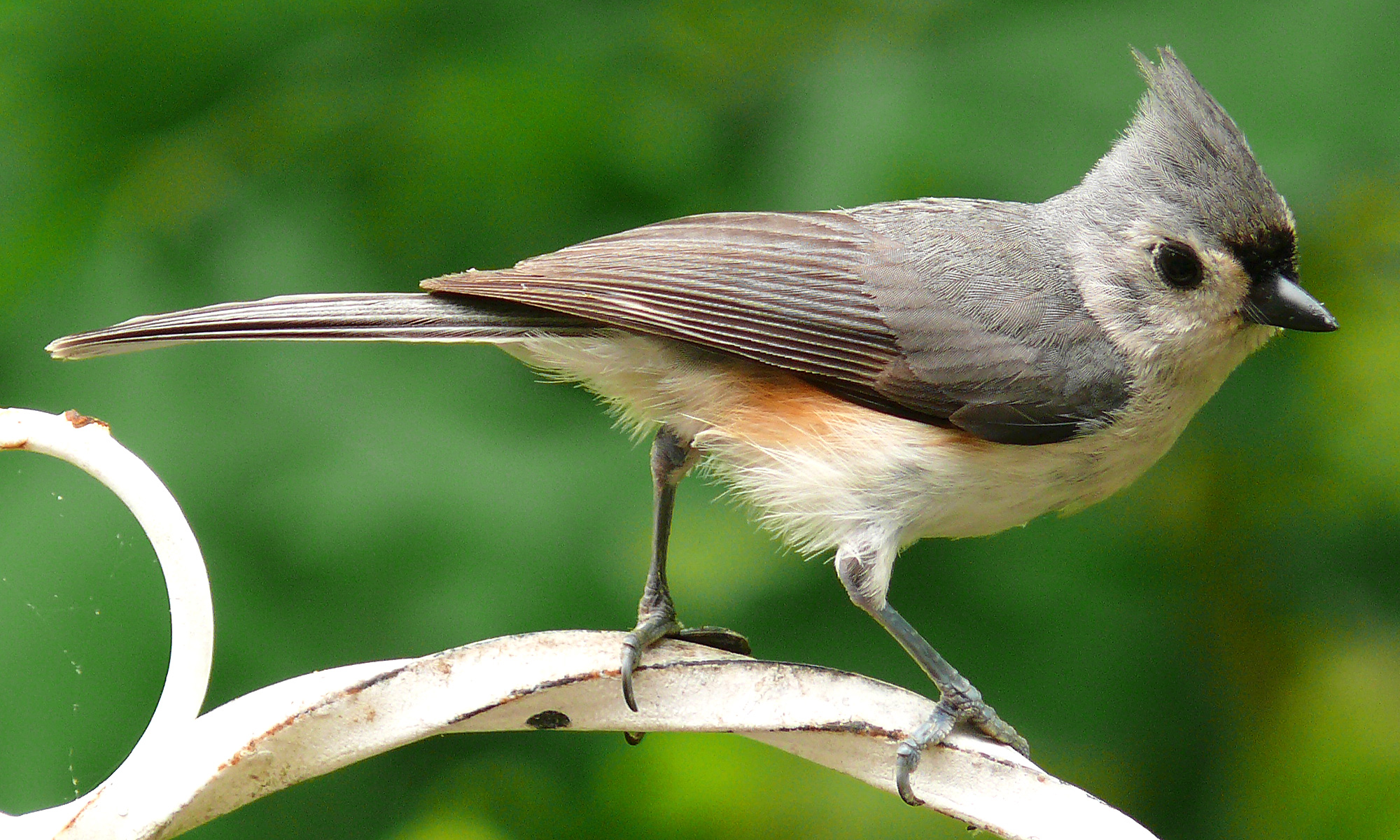
La mésange bicolore est limitée à l'Amérique du Nord.

Les mésanges sont une famille d'oiseaux très répandue, présente dans la majeure partie de l'Europe, de l'Asie, de l'Amérique du Nord et de l'Afrique. Le genre Poecile est présent de l'Europe à l'Asie jusqu'en Amérique du Nord, jusqu'au sud du Mexique. Les espèces américaines de ce genre sont connues sous le nom de mésanges. Certaines espèces de ce genre ont des aires de répartition naturelles assez vastes ; l'une d'elles, la mésange lapone, est répartie de la Scandinavie à l'Alaska et au Canada. La majorité des mésanges du genre Periparus se trouvent dans la partie sud-est de l'Asie. Cela comprend deux espèces endémiques des Philippines. La mésange noire, également de ce genre, est une espèce beaucoup plus répandue, allant des îles britanniques et de l'Afrique du Nord au Japon. Les deux mésanges huppées du genre Lophophanes ont une répartition disjointe, l'une étant présente en Europe et l'autre en Asie centrale.
Le genre Baeolophus est endémique d'Amérique du Nord. Le genre Parus comprend la mésange charbonnière, qui s'étend de l'Europe occidentale à l'Indonésie. Le genre Cyanistes a une répartition européenne et asiatique (également en Afrique du Nord), et les trois genres restants, Pseudopodoces, Sylviparus et Melanochlora, sont tous limités à l'Asie.

## Comportement
Les mésanges sont des oiseaux actifs, bruyants et sociaux. Elles sont territoriales pendant la saison de reproduction et rejoignent souvent des groupes d'espèces mixtes qui se nourrissent en dehors de la saison de reproduction. Les mésanges sont très adaptables et, après les corvidés (corbeaux et geais) et les perroquets, elles font partie des oiseaux les plus intelligents.

### Société de fission-fusion
La société de fission-fusion a été documentée chez un certain nombre de taxons aviaires, y compris celui-ci,,. En bref, cela signifie que les groupes peuvent se diviser en groupes plus petits ou en individus, puis se réunir.

### Vocalisations
Les mésanges émettent une variété de cris et de chants. Elles font partie des oiseaux les plus bruyants, criant continuellement dans la plupart des situations, à tel point qu'elles ne se taisent que pour des raisons spécifiques, comme éviter les prédateurs ou s'introduire sur le territoire d'un rival. Des cris de contact silencieux sont émis pendant qu'elles se nourrissent pour faciliter la cohésion avec les autres membres de leur groupe social. D'autres cris sont utilisés pour signaler l'alarme, un exemple bien connu étant le « chic-a-di-di » des espèces nord-américaines du genre Poecile, le cri qui leur donne leur nom commun local, la mésange. Le cri sert également de cri de ralliement pour appeler les autres à attaquer et harceler le prédateur. Le nombre de syllabes « di » à la fin du cri augmente avec le niveau de dangerosité du prédateur.

### Alimentation et alimentation

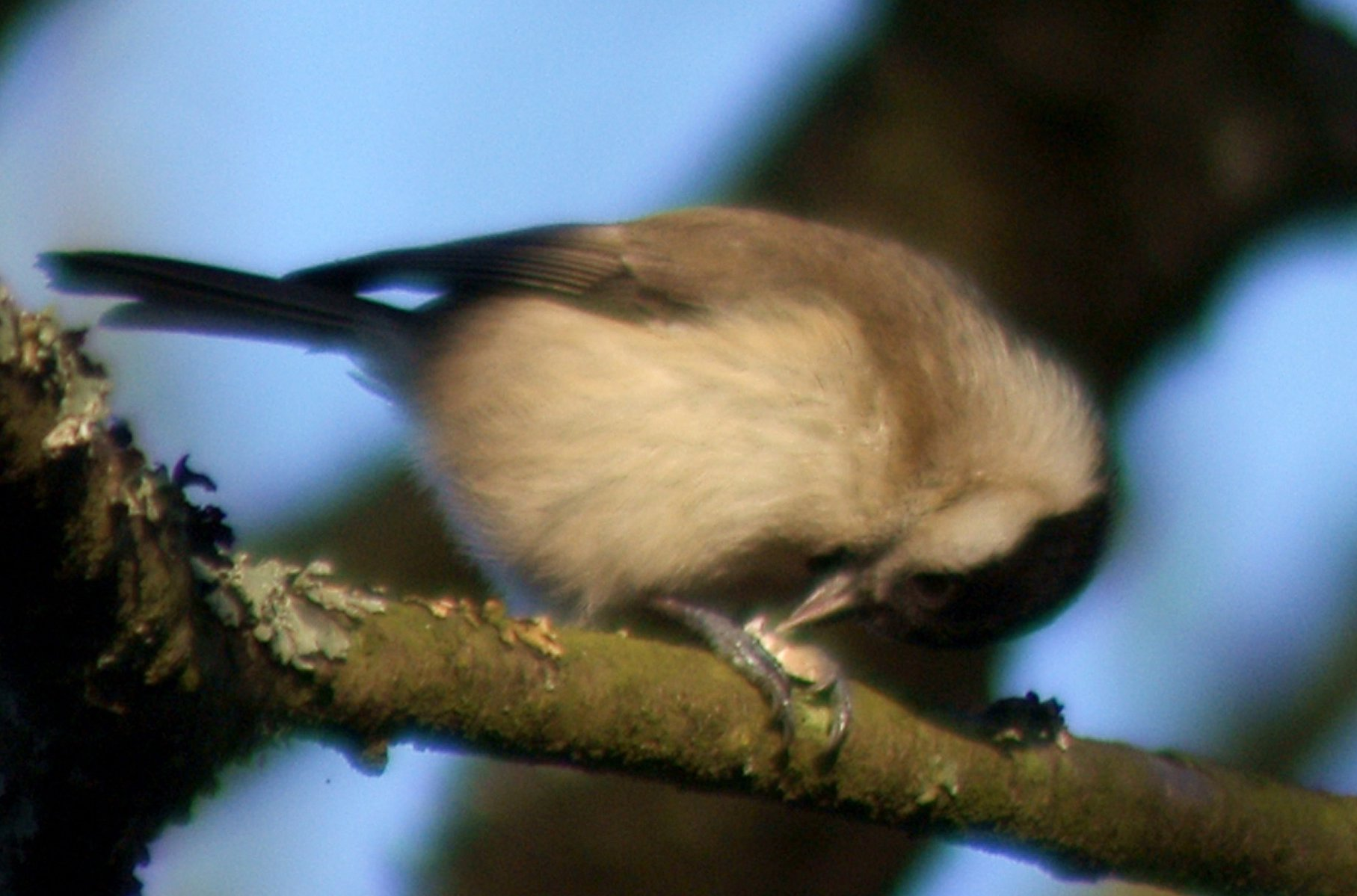
Le martelage est une façon courante pour la famille de gérer les aliments.

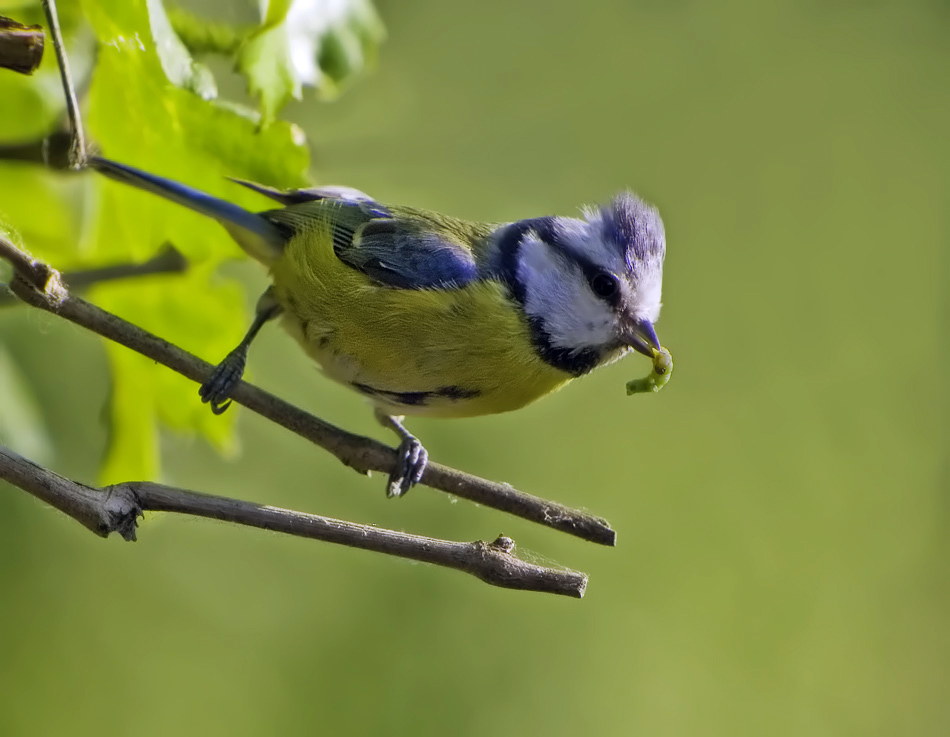
Mésange bleue avec une proie

Les mésanges sont des insectivores généralistes qui consomment une grande variété de petits insectes et d'autres invertébrés, en particulier de petites chenilles défoliatrices. Elles consomment également des graines et des noix, en particulier en hiver. Une méthode caractéristique de recherche de nourriture dans la famille est la suspension, où elles inspectent une branche ou une brindille et des feuilles sous tous les angles tout en se suspendant la tête en bas pour se nourrir. Dans les zones où cohabitent de nombreuses espèces de mésanges, les différentes espèces se nourrissent dans différentes parties de l'arbre, leur niche étant déterminée en grande partie par leur morphologie ; les espèces de plus grande taille se nourrissent au sol, les espèces de taille moyenne sur les grosses branches et les plus petites sur les extrémités des branches. Après avoir obtenu des proies ou des graines de plus grande taille, les mésanges se livrent à la technique du martelage, où elles tiennent l'objet entre leurs pattes et le martèlent avec leur bec jusqu'à ce qu'il s'ouvre. De cette façon, elles peuvent même ouvrir des noisettes en environ 20 minutes. Un certain nombre de genres se livrent à la mise en cache de nourriture, en amassant des réserves de nourriture pendant l'hiver.

### Reproduction
Les mésanges sont des oiseaux qui nichent dans des cavités, généralement dans les arbres, bien que les Pseudopodoces construisent un nid au sol. La plupart des mésanges qui nichent dans les arbres creusent leur nid et la taille des couvées est généralement importante pour les oiseaux nidicoles, allant de deux œufs chez la mésange cul-roux de l'Himalaya à 10 à 14 chez la mésange bleue d'Europe,. Dans des conditions favorables, cette espèce a pondu jusqu'à 19 œufs, ce qui constitue la plus grande couvée de tous les oiseaux nidicoles. La plupart des mésanges ont plusieurs couvées, une stratégie nécessaire pour faire face aux hivers rigoureux dans lesquels elles vivent dans l'Holarctique ou aux conditions extrêmement erratiques de l'Afrique tropicale, où un seul couple ne peut généralement pas trouver suffisamment de nourriture pour élever ne serait-ce qu'un seul oisillon et où, lors des années de sécheresse, la reproduction est probablement vaine.
De nombreuses espèces de mésanges africaines, ainsi que les Pseudopodoces, sont des reproducteurs coopératifs, et même les paridés qui se reproduisent en couple sont souvent très sociables et maintiennent des groupes stables pendant la saison de non-reproduction.
Les mésanges ont également diverses méthodes pour attirer des partenaires, principalement grâce à leur danse nuptiale complexe et rebondissante. Seule la mésange bleue est généralement polygyne ; toutes les autres espèces sont généralement monogames. L'alimentation de parade nuptiale est typique des mésanges qui se reproduisent en couple pour faire face au coût de l'élevage de leurs grandes couvées.

## Taxinomie
Johansson et al. publient en 2013 la première étude phylogénique complète des espèces de cette famille. L'étude montre notamment que le Rémiz tête-de-feu (Cephalopyrus flammiceps) est de la famille des paridés dont il est le membre le plus basal. Suivant cette étude, le Congrès ornithologique international modifie sa classification de la famille dans sa version 3.5 (2013).

### Liste des genres et espèces

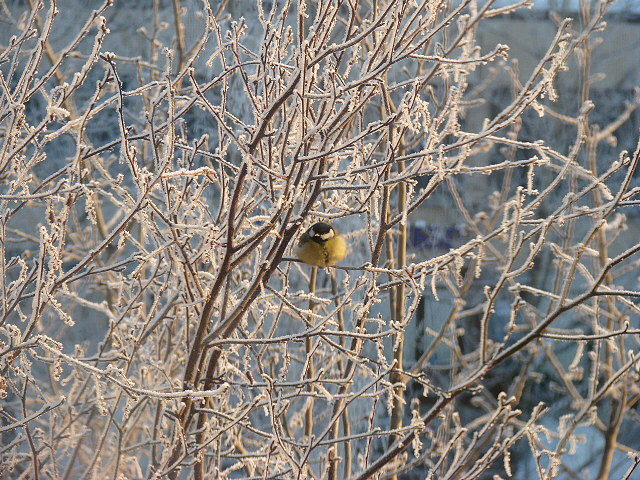
Mésange dans un arbre en hiver

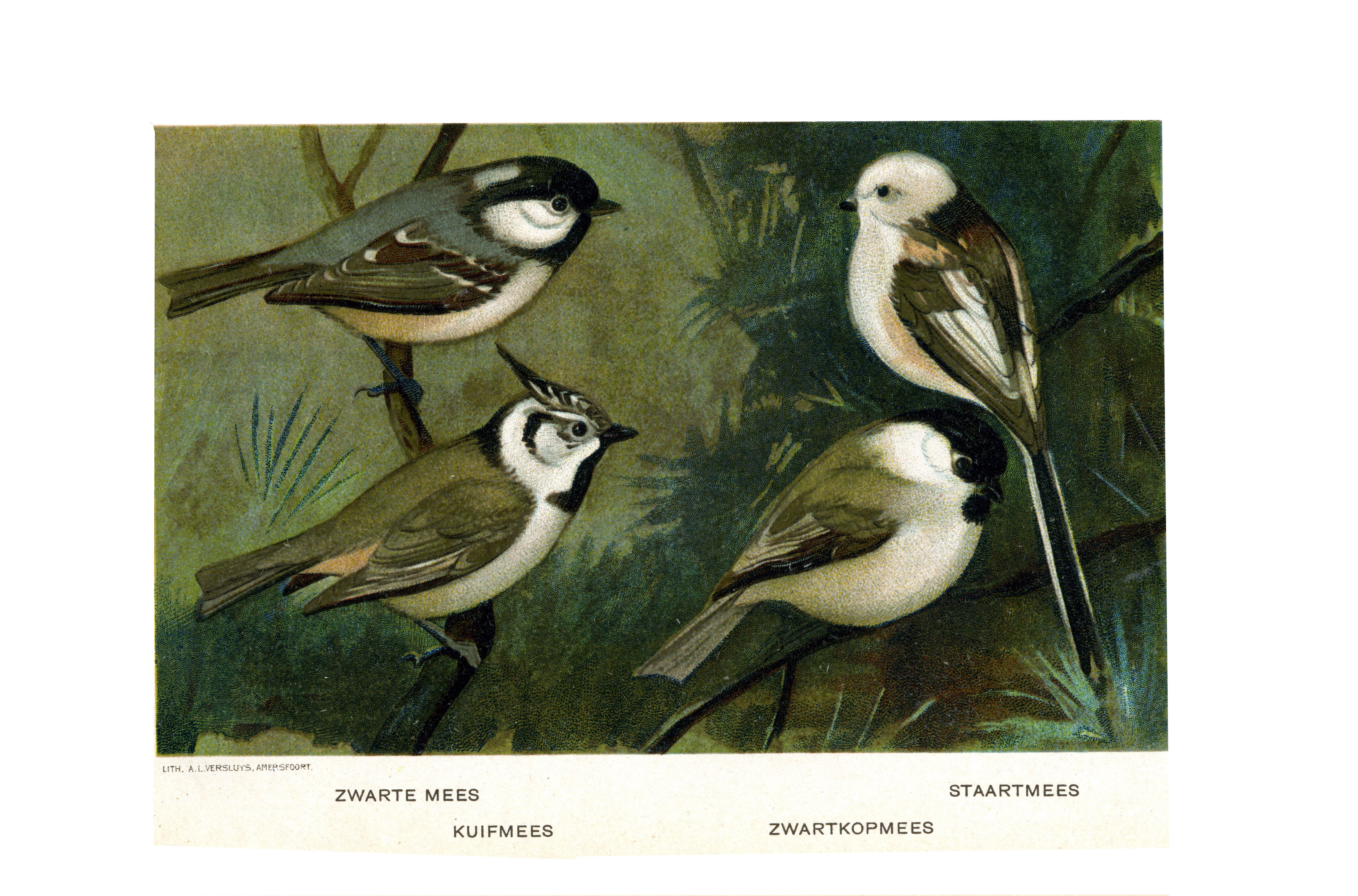
Quatre mésanges différentes, bien que l'oiseau en haut à droite, la mésange à longue queue, ne soit pas un membre des Paridae

D'après la classification de référence (version 5.2, 2015) du Congrès ornithologique international (ordre phylogénique) :
- Cephalopyrus (1 espèce)
  - Cephalopyrus flammiceps – Mésange tête-de-feu
- Sylviparus (1 espèce)
  - Sylviparus modestus – Mésange modeste
- Melanochlora (1 espèce)
  - Melanochlora sultanea – Mésange sultane
- Periparus (3 espèces)
  - Periparus rufonuchalis – Mésange à nuque rousse
  - Periparus rubidiventris – Mésange cul-roux
  - Periparus ater – Mésange noire
- Pardaliparus (3 espèces)
  - Pardaliparus venustulus – Mésange gracieuse
  - Pardaliparus elegans – Mésange élégante
  - Pardaliparus amabilis – Mésange de Palawan
- Lophophanes (2 espèces)
  - Lophophanes cristatus – Mésange huppée
  - Lophophanes dichrous – Mésange des bouleaux
- Baeolophus (5 espèces)
  - Baeolophus wollweberi – Mésange arlequin
  - Baeolophus inornatus – Mésange unicolore
  - Baeolophus ridgwayi – Mésange des genévriers
  - Baeolophus bicolor – Mésange bicolore
  - Baeolophus atricristatus – Mésange à plumet noir
- Sittiparus (5 espèces)
  - Sittiparus varius – Mésange variée
  - Sittiparus owstoni – Mésange d'Owston
  - Sittiparus olivaceus – Mésange d'Iriomote
  - Sittiparus castaneoventris – Mésange de Gould
  - Sittiparus semilarvatus – Mésange à front blanc
- Poecile (15 espèces)
  - Poecile superciliosus – Mésange à sourcils blancs
  - Poecile lugubris – Mésange lugubre
  - Poecile davidi – Mésange de David
  - Poecile palustris – Mésange nonnette
  - Poecile hyrcanus – Mésange d'Iran
  - Poecile hypermelaenus – Mésange à bavette
  - Poecile montanus – Mésange boréale
  - Poecile weigoldicus – Mésange de Weigold
  - Poecile carolinensis – Mésange de Caroline
  - Poecile atricapillus – Mésange à tête noire
  - Poecile gambeli – Mésange de Gambel
  - Poecile sclateri – Mésange grise
  - Poecile cinctus – Mésange lapone
  - Poecile hudsonicus – Mésange à tête brune
  - Poecile rufescens – Mésange à dos marron
- Cyanistes (3 espèces)
  - Cyanistes teneriffae – Mésange nord-africaine
  - Cyanistes caeruleus – Mésange bleue
  - Cyanistes cyanus – Mésange azurée
- Pseudopodoces (1 espèce)
  - Pseudopodoces humilis – Mésange de Hume
- Parus (4 espèces)
  - Parus major – Mésange charbonnière
  - Parus minor – Mésange de Chine
  - Parus cinereus – Mésange indienne
  - Parus monticolus – Mésange montagnarde
- Machlolophus (5 espèces)
  - Machlolophus nuchalis – Mésange à ailes blanches
  - Machlolophus holsti – Mésange de Taïwan
  - Machlolophus xanthogenys – Mésange à joues jaunes
  - Machlolophus aplonotus – Mésange jaune
  - Machlolophus spilonotus – Mésange à dos tacheté
- Melaniparus (15 espèces)
  - Melaniparus guineensis – Mésange galonnée
  - Melaniparus leucomelas – Mésange à épaulettes
  - Melaniparus niger – Mésange nègre
  - Melaniparus carpi – Mésange de Carp
  - Melaniparus albiventris – Mésange à ventre blanc
  - Melaniparus leuconotus – Mésange à dos blanc
  - Melaniparus funereus – Mésange enfumée
  - Melaniparus rufiventris – Mésange à ventre cannelle
  - Melaniparus pallidiventris – Mésange à œil jaunâtre
  - Melaniparus fringillinus – Mésange à gorge rousse
  - Melaniparus fasciiventer – Mésange à ventre strié
  - Melaniparus thruppi – Mésange somalienne
  - Melaniparus griseiventris – Mésange à ventre gris
  - Melaniparus cinerascens – Mésange cendrée
  - Melaniparus afer – Mésange petit-deuil